# Thrall
Thrall — em sueco träl, em dinamarquês e norueguês træl (pronunciado /tré:l/) — era um escravo na Escandinávia, na Idade do Ferro e na Idade Média inicial. O equivalente feminino era designado de ambátt.
A maioria dos escravos trabalhava no cultivo das terras, na criação de gado, na construção de casas e barcos, nos trabalhos domésticos.

Um escravo escandinavo não tinha liberdade nem direitos, podendo ser comprado, vendido, maltratado ou assassinado pelo dono.
Os escravos nas terras escandinavas tinham principalmente três origens:
- Hereditária – os filhos de escravos eram automaticamente escravos.
- Guerreira – os prisioneiros de guerra eram convertidos em escravos.
- Captura – os cativos capturados em países estrangeiros eram transformados em escravos

Mas também se podia ser condenado à escravatura por dois outros motivos:
- Punição – por crimes cometidos
- Voluntariamente – por motivo de pobreza

Não se sabe quando a escravatura começou na Escandinávia, oscilando as hipóteses entre a Idade da Pedra e os tempos do Império Romano. Foi sucessivamente abolida, tendo desaparecido completamente no século XIII, no início da Idade Média nórdica. Na Suécia, um decreto medieval de Magno II da Suécia, na Gotalândia Ocidental em 1335, manda que filhos de pais cristãos não podem ser escravos.